# Dębina (powiat kolski)
Dębina – wieś w Polsce położona w województwie wielkopolskim, w powiecie kolskim, w gminie Kłodawa.
W latach 1954–1959 wieś należała i była siedzibą władz gromady Dębina, po jej zniesieniu w gromadzie Kłodawa. W latach 1975–1998 miejscowość należała administracyjnie do województwa konińskiego.
Zobacz też: Dębina, Dębina Zakrzewska, Dębina Łętowska